# Departament Kawalerii Ministerstwa Spraw Wojskowych
Departament Kawalerii Ministerstwa Spraw Wojskowych – organ pracy I wiceministra spraw wojskowych (do 31 lipca 1931 roku – II wiceministra) właściwy w sprawach kawalerii II Rzeczypospolitej.

## Formowanie i zmiany organizacyjne
10 sierpnia 1921 roku minister spraw wojskowych generał porucznik Kazimierz Sosnkowski rozkazem L. 4900/Org. ustalił organizację Ministerstwa Spraw Wojskowych na czas pokoju. Organizacja została przeprowadzona w dniach 22–25 sierpnia 1921 roku drogą reorganizacji i połączenia dotychczasowego MSWojsk. z oddziałami byłego Naczelnego Dowództwo Wojska Polskiego. W ramach wspomnianej reorganizacji został utworzony Departament II Jazdy. Departament powstał z połączenia Sekcji II Jazdy i Sekcji IV Wojsk Taborowych dotychczasowego Departamentu I Broni Głównych i Wojsk Taborowych MSWojsk. z Sekcją II Weterynaryjną dotychczasowego Departamentu IV Koni MSWojsk. .
W sierpniu 1923 roku w skład departamentu został włączony Wydział Remontu Departamentu X Spraw Poborowych MSWojsk.
29 kwietnia 1924 roku minister spraw wojskowych generał dywizji Władysław Sikorski, w związku z wprowadzeniem nowej organizacji kawalerii na stopie pokojowej, przemianował Departament II Jazdy na Departament II Kawalerii.
W sierpniu 1925 roku dokonano zmian w składzie osobowym departamentu. Ustanowiono stanowisko zastępcy szefa departamentu, zlikwidowano wydział kawalerii, a w jego miejsce utworzono wydział ogólny. Ponadto powołano samodzielny referat rachunkowo-budżetowy.
28 czerwca 1926 roku minister spraw wojskowych marszałek Polski Józef Piłsudski podporządkował Departament II Kawalerii II wiceministrowi spraw wojskowych.
19 maja 1927 roku Minister Spraw Wojskowych zniósł numerację departamentów, a dla dotychczasowego Departamentu II ustalił nazwę „Departament Kawalerii”.
31 lipca 1931 roku Minister Spraw Wojskowych przemianował, bez zmiany kompetencji, II wiceministra na I wiceministra spraw wojskowych oraz podporządkował mu departamenty (równorzędne organa), które dotychczas były bezpośrednio podporządkowane II wiceministrowi, w tym Departament Kawalerii.
W kwietniu 1938 roku przeprowadzono reorganizację departamentu. W jego skład wchodził wydział organizacyjny, wydział wyszkolenia i samodzielny referat studiów.

## Organizacja departamentu w latach 1921–1939
| 1921-1923                       | 1923                            | 1938-1939                   |
| ------------------------------- | ------------------------------- | --------------------------- |
| Wydział 1 Jazdy                 | Wydział 1 Jazdy                 | Wydział Organizacyjny       |
| Wydział 2 Wojsk Taborowych      | Wydział 2 Wojsk Taborowych      | Wydział Wyszkolenia         |
| Wydział 3 Służby Weterynaryjnej | Wydział 3 Służby Weterynaryjnej | Samodzielny Referat Studiów |
|                                 | Wydział Remontu                 |                             |

## Obsada personalna departamentu
Szefowie departamentu
- gen. bryg. Adam Jerzy Bieliński (VIII 1921 – 15 V 1923)
- płk kaw. / gen. bryg. Eugeniusz Ślaski (15 V 1923 – 1 VI 1924)
- gen. bryg. Aleksander Pajewski (1 VI 1924 – †1 IX 1926)
- gen. bryg. Józef Tokarzewski (7 IX 1926 – 29 XI 1927)
- płk dypl. kaw. Zbigniew Brochwicz-Lewiński (29 XI 1927 – 1 X 1931)
- płk dypl. kaw. Jan Karcz (1 X 1931 – IV 1937)
- płk kaw. / gen. bryg. Piotr Skuratowicz (IV 1937 – IX 1939)

Zastępcy szefa departamentu
- płk kaw. Konrad Piekarski (X 1925 – X 1927)
- płk dypl. kaw. Zbigniew Brochwicz-Lewiński (X – 29 XI 1927)
- ppłk kaw. Mieczysław Kudelski (1927 – X 1930)
- płk dypl. kaw. Marian Aleksander Wincenty Słoniński (X 1930[10] – III 1932[11])
- ppłk dypl. kaw. Karol Krzysztof Bokalski (III 1932 – XII 1933)
- ppłk dypl. kaw. Włodzimierz Dunin-Żuchowski (I 1934 – 1939)
- płk dypl. kaw. Witold Cieśliński (VIII – IX 1939)

Organizacja i obsada personalna w 1939
Pokojowa obsada personalna departamentu w marcu 1939 roku:
- szef departamentu – gen. bryg. Piotr Skuratowicz †1940 Charków
- zastępca szefa departamentu – ppłk dypl. kaw. Włodzimierz Dunin-Żuchowski †1940 Charków
- kier. referatu administracyjnego – rtm. adm. (kaw.) Jan I Domagalski
- szef Wydziału Ogólnego – ppłk kaw. Julian Edmund Miller
- kier. referatu ogólno-organizacyjnego – rtm. adm. (kaw.) Bronisław Fritz
- kier. referatu budżetowego – mjr kaw. dr Otton Wiktor Edward Weldon †1940 Charków[14]
- szef Wydziału Wyszkolenia – mjr kaw. Ryszard Stanisław Liwicki †1940 Charków[15]
- kier. referatu wyszkolenia i szkół – mjr dypl. kaw. Józef Lidwin †1940 Charków[16]
- kier. referatu regulaminów – mjr kaw. Stefan Dobrowolski[b]
- kier. Samodzielnego Referatu Studiów – mjr dypl. kaw. Mieczysław Henryk Fiedler †1940 Charków[19]
- referent – rtm. Władysław Stanisław Trzyszka[c]